# مائیر عامیت
مائیر عامیت (انگلیسی: Meir Amit; ۱۷ مارس ۱۹۲۱ – ۱۷ ژوئیهٔ ۲۰۰۹) سیاست‌مدار و سرلشکر نیروی زمینی اسرائیل بود، که در فاصله سال‌های ۱۹۶۳ تا ۱۹۶۸ به‌عنوان رئیس موساد فعالیت می‌کرد. وی از ۱۹۷۷ تا ۱۹۷۸ وزیر ارتباطات و از ۱۹۷۸ تا ۱۹۷۹ وزیر حمل‌ونقل و ایمنی جاده‌های اسرائیل بود.
عامیت فعالیت نظامی را از سال ۱۹۴۸ در ارتش اسرائیل آغاز کرد، از ۱۹۵۵ تا ۱۹۵۶ فرماندهی جنوبی اسرائیل را برعهده داشت، از ۱۹۵۸ تا ۱۹۵۹ فرمانده مرکزی اسرائیل بود و از ۱۹۶۲ تا ۱۹۶۳ به‌عنوان رئیس اداره اطلاعات ارتش اسرائیل فعالیت می‌کرد.